# Золушка (фильм, 1947)
«Зо́лушка» — советский чёрно-белый художественный фильм-сказка, снятый на киностудии «Ленфильм» режиссёрами Надеждой Кошеверовой и Михаилом Шапиро по сценарию Евгения Шварца. В основу киносказки Шварца было положено одноимённое произведение Шарля Перро; при этом, как отмечали кинокритики, старая история о трудолюбивой девушке, потерявшей на балу туфельку, обрела в картине современное звучание. Ещё на этапе утверждения сценария ставился вопрос о том, что фильм будет сниматься на цветной плёнке, однако из-за материальных и технических проблем киностудии создатели ленты были вынуждены отказаться от цветного проекта.
В фильме участвовали Янина Жеймо (Золушка), Алексей Консовский (Принц), Эраст Гарин (Король), Фаина Раневская (Мачеха), Василий Меркурьев (Лесничий). Натурные съёмки проводились неподалёку от Риги, интерьерные — в павильонах «Ленфильма». Эскизы к декорациям и костюмам персонажей создал театральный художник и режиссёр Николай Акимов; переработку его иллюстраций применительно к требованиям кинематографа осуществил Исаак Махлис. Костюмы для героев были сшиты в мастерских «Ленфильма»; часть реквизита и нарядов для персонажей предоставили для съёмок костюмерные цеха ленинградских театров. В картине использовались комбинированные съёмки, выполненные методом аддитивного транспаранта (изобретатель технологии — оператор Борис Горбачёв). Звучащие в фильме песни Золушки и Принца (композитор Антонио Спадавеккиа, текст Евгения Шварца) были записаны Любовью Черниной и Юрием Хочинским. Танцевальные номера в сцене королевского бала поставил балетмейстер Александр Румнев.
Премьера картины состоялась в мае 1947 года в Ленинградском Доме кино. В течение года фильм посмотрели более 18 миллионов зрителей (четвёртое место в советском прокате года). Кинокритики в целом благожелательно встретили выход «Золушки»; в то же время часть рецензентов отмечала нестыковки, связанные с исключением из готовой ленты ряда сказочных персонажей и некоторых сюжетных линий, заложенных в сценарии Шварца. В 2009 году была проведена реставрация исходной чёрно-белой версии картины. В январе 2010 года зрителям представили колоризированную версию «Золушки».

## Сюжет
Действие фильма происходит в сказочном королевстве, жители которого готовятся к балу. Король (Эраст Гарин) с утра проверяет готовность всех дворцовых служб и во время инспекционной пробежки встречает Лесничего (Василий Меркурьев). В ходе их беседы выясняется, что Лесничий и его дочь Золушка (Янина Жеймо) страдают от деспотизма Мачехи (Фаина Раневская), которая души не чает в своих двух родных «крошках» Анне и Марианне (Елена Юнгер, Тамара Сезеневская), но при этом «вьёт верёвки» из мужа и падчерицы. Король приглашает Лесничего на бал вместе с Золушкой, уверяя, что вечером состоится «такой праздник, который заставит забыть все невзгоды».
Тем временем Золушка, занимаясь хозяйственными делами, рассуждает о том, что Мачеха и сводные сёстры будут на балу танцевать и есть мороженое, а она сможет, в лучшем случае, постоять под дворцовыми окнами и издали поглядеть на праздник. Призыв героини к «добрым людям», которые помогли бы изменить её жизнь, оказывается услышанным: в вечерних сумерках перед девушкой появляется Фея (Варвара Мясникова); волшебницу сопровождает юный Паж (Игорь Клименков). Фея с помощью волшебной палочки превращает тыкву в Золушкину карету, мышей — в четвёрку лошадей, крысу — в Кучера. Вместо бедного платья «замарашки» героиня оказывается облачённой в бальный наряд. Паж преподносит ей хрустальные туфельки. Провожая героиню на бал, Фея настоятельно просит её вернуться домой не позже двенадцати часов, потому что ровно в полночь красивое платье Золушки превратится в старое, а лошади вновь обернутся мышами.
Король, встречающий Золушку на ступеньках дворца, искренне радуется новой гостье, а Принц (Алексей Консовский) влюбляется в «таинственную и прекрасную незнакомку» с первого взгляда. Пока Мачеха с Анной и Марианной считают «знаки внимания» со стороны сиятельных особ, не узнанная ими Золушка погружается в атмосферу праздника. Внезапно перед нею возникает Паж, который предупреждает её, что Король приказал перевести все дворцовые часы на час назад. Золушка успевает поблагодарить Принца за доброту и заботу и устремляется вниз по мраморным ступеням.
Соскольнувшая с ноги героини миниатюрная хрустальная туфелька — единственное, что остаётся у Принца. Король, организуя поиски незнакомки, объявляет, что та девушка, которой башмачок придётся впору, и станет невестой Принца. Когда занимающийся примеркой королевский Капрал (Сергей Филиппов) появляется в доме Лесничего, Золушка по требованию Мачехи надевает башмачок на ногу сводной сестры Анны. Король, однако, отказывается признавать Анну невестой сына. Между тем Лесничий приводит упирающуюся Золушку во дворец и во время разговора с Королём вынимает из кармана вторую туфельку. Фильм заканчивается объяснением Золушки и Принца и предсказанием Короля, что у них «родится дочь, вылитая Золушка», на которой в своё время женится мальчик-Паж.

## Сценарий
- — Что же довело вас до такого состояния? — Моя жена[2].
- Жалко, королевство маловато, разгуляться мне негде. Ничего, я поссорюсь с соседями. Это я умею[3].
- Я с ног сбилась от усталости, собираясь на королевский бал, а ты танцуешь![2]
- Очень рад! Разрешите представиться: Король![4]
- Мальчик-то влюбился! Вот счастье-то какое![5]
- Я не волшебник, я только учусь, но дружба помогает нам делать настоящие чудеса[4].
- У вас нет других размеров?[4]
- Зачем мне смотреть на ножку, когда я и по лицу вижу, что это не она![5]

Идея экранизации сказки про Золушку принадлежала режиссёру Надежде Кошеверовой. Согласно её воспоминаниям, замысел возник спонтанно. В 1944 году, вернувшись в Москву из Алма-Аты, где она была в эвакуации, Кошеверова отправилась в Комитет по делам кинематографии для сдачи поставленного в эвакуации фильма-оперы «Черевички». В коридоре этого ведомства Кошеверова увидела актрису Янину Жеймо, с которой была знакома с конца 1920-х годов. Жеймо на тот момент пребывала в депрессивном состоянии; оно было связано с семейными утратами, произошедшими во время войны (её второй муж Иосиф Хейфиц в неразберихе войны ошибочно решил, что она погибла, и женился на другой женщине), и отсутствием профессиональных перспектив. Кошеверова, стремясь ободрить артистку (с её слов, «такую маленькую, потерянную», «сидевшую в уголке»), предложила ей сыграть Золушку. В тот же день Кошеверова пришла к заведующему сценарным отделом кинокомитета, где сумела быстро решить вопросы и с экранизацией «Золушки», и с исполнительницей главной роли, и с кинодраматургической основой будущего фильма — в качестве автора сценария она «не задумываясь» предложила Евгения Шварца. Как уточнял киновед Пётр Багров, на самом деле события, вероятно, развивались не столь стремительно (договор со Шварцем студия «Ленфильм» заключила только 26 января 1945 года), однако сценарий действительно создавался «под Жеймо».
Шварц начал писать киносказку в столичной гостинице «Москва», где на пути из эвакуации временно размещался Ленинградский театр комедии (в годы войны драматург занимал там пост заведующего литературной частью). Продолжение работы шло в Ленинграде. После жизни в тылу и ряда творческих неудач, связанных, в том числе, с запретом пьесы «Дракон», сочинение «Золушки» стало для драматурга своеобразной отдушиной. В дневниках Шварца содержатся, в частности, такие записи: «Вдруг неожиданно я испытал чувство облегчения, словно меня развязали. И с этим ощущением свободы шла у меня работа над сценарием». Сам текст многократно исправлялся и перерабатывался, почти каждый эпизод — «кусок за куском» — обсуждался дома у Кошеверовой в присутствии оператора Евгения Шапиро.
В конце мая 1945 года сценарий был представлен худсовету киностудии и оценён весьма благожелательно. Так, кинорежиссёр Георгий Васильев в ходе обсуждения отметил связь старой сказки с современностью и указал на умение автора выстраивать диалоги. Драматург Борис Чирсков признался, что «эта прелестная вещь» его по-настоящему взволновала. Аналогичные оценки дали Александр Зархи, Сергей Васильев и другие члены худсовета. После утверждения киносказки на «Ленфильме» её текст был направлен в Комитет по кинематографии СССР, откуда 22 июня 1945 года пришло заключение, подписанное начальником главного управления по производству художественных фильмов Михаилом Калатозовым и старшим редактором Людмилой Погожевой. В заключении указывалось, что сценарий утверждается «для запуска в подготовительный период».

Сценарий «Золушка», созданный по мотивам одноимённой сказки, написан автором в жанре музыкальной комедии, изобилующей большими возможностями для создания весёлого и остроумного зрелища. Изящный и острый диалог, лёгкая ирония в трактовке образов — короля, феи, принца и др. — всё это является большим достоинством сценария прежде всего как литературного произведения.— Михаил Калатозов, Людмила Погожева
Изначально в сценарий Шварца были включены небольшие истории с участием таких сказочных персонажей, как Мальчик-с-пальчик, Храбрый портняжка, Синяя Борода и Кот в сапогах. Во время съёмок эти герои оказались исключены из основного действия, и редакторы «Ленфильма» Леонид Жежеленко и Сократ Кара, присутствовавшие при утверждении сценария, после просмотра готовой картины не скрывали разочарования: «Оказывается, сказочное королевство населено не сказочными персонажами, а статистами из бальных сцен и оперных постановок». По словам Кошеверовой, «всё это было, но министерство это запретило».

## Отбор актёров
Уже в первом варианте режиссёрского сценария, подготовленном в 1945 году, были указаны кандидаты на ту или иную роль. Если кандидатура Сергея Филиппова на роль Капрала  не вызвала вопросов у худсовета, то кандидатуры Янины Жеймо на роль Золушки и Алексея Консовского на роль Принца худсовету не очень понравились. Причиной был их уже не совсем юный возраст (в 1945 году Консовскому исполнилось 33 года, Жеймо — 36). Чтобы убедиться в точности выбора, на пробы был приглашён ещё один актёр — обладавший импозантной внешностью Виктор Белановский. В итоге худсовет, обсуждая результаты кинопроб, утвердил Консовского, но при условии, что ему нанесут хороший грим. Как отмечал режиссёр Сергей Герасимов, «в нём есть сказочная некрасивость. Он не засахаренный». 
В отношении кандидатуры Янины Жеймо у худсовета единого мнения не было: против выступили режиссёр Сергей Васильев и директор киностудии Иван Глотов. Хотя, как сказано выше, роль Золушки была написана именно под Жеймо, но параллельно на роль также пробовалась молодая солистка Ленинградского Малого оперного театра Мария Мазун. Кинопробы были направлены в Комитет по кинематографии, где его председатель Иван Большаков аналогично отметил в ходе обсуждения, что Жеймо «старовата». За актрису вступился Михаил Ромм, заявивший, что «вторая исполнительница хуже. Она <…> неодухотворённая прежде всего». В результате роль Золушки досталась Жеймо.
Роль Феи, судя по режиссёрскому сценарию, создатели картины планировали предложить Любови Орловой, но никакой информации о её возможных кинопробах к фильму на сегодняшний день не обнаружено. Фею в итоге сыграла Варвара Мясникова, знакомая советским зрителям по роли Анки-пулемётчицы в ленте «Чапаев». Роль отца Золушки — Лесничего — в сценарии выглядела не самой эффектной, хотя Шварц, по версии исследователей, вложил в неё много личного: мудрость и деликатность персонажа соотносятся с человеческими качествами автора киносказки. Первым в списке кандидатов на эту роль стоял Александр Лариков, но утвердили другого артиста — Василия Меркурьева.
Изначально претендентками на роль Мачехи были певица Софья Големба и театральная актриса Надежда Нурм. Шварц рекомендовал пригласить на кинопробы Фаину Раневскую, которая и воплотила на экране образ Мачехи. Позже, отсмотрев первую снятую с Раневской сцену (приготовление к балу), сыгранную актрисой в присущей ей импровизационной манере, драматург выразил возмущение из-за того, что Раневская прибегла к текстовым «домысливаниям» и в итоге не слишком точно следовала тексту сценария. Тем не менее, во время съёмок Раневская включилась в ритм картины и позже все свои импровизации старалась заранее согласовывать со Шварцем. По замыслу Кошеверовой, сводных сестёр Золушки — Анну и Марианну — должны были сыграть ученицы Козинцева — Людмила Шредерс и Лариса Емельянцева. Однако Емельянцева, вышедшая после войны замуж, оставила актёрскую карьеру, а вместо Шредерс появилась другая артистка — Вера Алтайская, с которой даже было отснято несколько сцен. Исследователи не сообщают, чем были вызваны замены актрис, но в результате роли Анны и Марианны достались Елене Юнгер и Тамаре Сезеневской.
Невыясненной остаётся и история с утверждением Эраста Гарина на роль Короля. Записи в режиссёрском сценарии свидетельствуют, что Кошеверова, помимо Гарина, предложила заодно кандидатуры Николая Коновалова и Александра Крамова, но последние не прошли предварительный отбор. Тогда создателям фильма предложили рассмотреть кандидатуры Константина Адашевского и Юрия Толубеева. Адашевский показался представителям Комитета по кинематографии наиболее вероятным претендентом — при обсуждении кинопроб члены худсовета отмечали его «лёгкость, доброту». Приятное впечатление произвёл и Толубеев, хотя его игра показалась собравшимся «слишком уж бытовой». Пробы Гарина выглядели на фоне конкурентов менее убедительными — к примеру, режиссёр Григорий Александров утверждал, что его Король — это «гротеск, не наполненный внутренним содержанием». Однако Кошеверова, знавшая возможности Гарина по совместной работе, считала, что именно этот артист способен привнести в фильм «остроту и необыкновенную сказочность». По замечанию киноведа Петра Багрова, «каким образом Кошеверова добилась своего — мы не знаем и вряд ли когда-либо узнаем».
Наиболее длительными по времени были поиски исполнителя роли мальчика-Пажа. На кинопробы были приглашены почти все «ленфильмовские дети», включая будущего музыковеда Леонида Гаккеля — сына театрального режиссёра Евгения Гаккеля и актрисы Розы Свердловой. В итоге Пажа сыграл двенадцатилетний Игорь Клименков, впоследствии рассказывавший, что в течение полугода на эту роль пробовались 25 тысяч мальчишек.

## Производство фильма

### Цветной замысел картины
В октябре 1945 года в дневнике Шварца появилась запись о том, что «картину решили делать цветной, отчего всё дело ещё более усложнилось». С предложениями снимать «Золушку» в цвете ещё на этапе рассмотрения сценария выступали художественный руководитель «Ленфильма» Сергей Васильев, а также режиссёры Борис Бабочкин и Иван Пырьев; идея была поддержана худсоветом Комитета по кинематографии. В 1940-х годах в СССР уже был имел небольшой опыт выпуска цветных фильмов (к примеру, в 1946 году вышел снятый на многослойной цветной плёнке «Каменный цветок» Александра Птушко), однако сама технология цветных советских киноплёнок тогда считалась далёкой от совершенства — по словам киноведа Петра Багрова, «немыслимо яркие краски без оттенков и градаций убивали реализм киноизображения». Поэтому эстетика ранних советских цветных картин нередко включала в себя условность, театральность действия, и «Золушка» в этом смысле не могла стать исключением.
Николай Акимов, выступавший в фильме в качестве художника-декоратора, подготовил для ленты цветные эскизы. Оператор Евгений Шапиро осенью 1945 года прошёл месячный обучающий «курс» на съёмках цветных эпизодов картины Сергея Эйзенштейна «Иван Грозный». Однако ещё на подготовительном этапе выявились проблемы технического характера. Они были связаны прежде всего с дефицитом самой цветной плёнки: советская промышленность в ту пору ещё только приступала к её серийному выпуску, а трофейные запасы с хорошей цветопередачей уже заканчивались. По данным внутреннего отчёта «Ленфильма», при реализации цветного проекта могли также возникнуть дополнительные сложности из-за увеличения объёма мощности электроподстанций, недостатка осветительных приборов и отсутствия на киностудии специальных лабораторий для обработки цветной плёнки. В сложившейся ситуации «Ленфильм» попал бы в зависимость от лабораторных возможностей «Мосфильма», что могло повлечь за собой длительный простой в работе и «недопустимую затяжку производственного периода».
Кроме того, как раз в момент запуска «Золушки» на «Ленфильме» началось производство ещё одной цветной картины — фильма-оперы «Пиковая дама», к съёмкам которой приступили братья Васильевы. У студии не было ни технических, ни финансовых возможностей для одновременной постановки двух цветных лент. Выбор был сделан в пользу «Пиковой дамы», которая осталась незаконченной из-за смерти одного из режиссёров.
Участники съёмочной группы восприняли отказ от цветного варианта с разочарованием. Согласно воспоминаниям Янины Жеймо, идея цветного фильма была поддержана министром кинематографии СССР Иваном Большаковым, а виновниками сложившейся ситуации актриса назвала режиссёров, которые «испугались дополнительных трудностей». Не скрывал своего раздражения и Николай Акимов, сообщивший на заседании дирекции «Ленфильма», что около десятка его цветных эскизов теперь будут не нужны. Между тем, как отмечал Пётр Багров, и руководство студии, и режиссёры «Золушки» просто подчинились приказу Большакова.

К счастью, несчастье помогло. Если бы «Золушка» была цветной, то она давно и очень давно перестала бы существовать на экране. Цвет погибает на нашей плёнке очень и очень скоро. <…> И не видели бы её многие поколения. И не вошла бы она в золотой фонд советского кинематографа.— Надежда Кошеверова. Из заметок 1980-х годов

### Декорации

Декорации фильма и оператор комбинированных съёмок Б. К. Горбачёв

Натурные съёмки проводились на Рижском взморье — в Майори, павильонные — на площадках «Ленфильма». Эскизы к декорациям и костюмам подготовил Николай Акимов. Будучи одним из основателей советской школы театральных художников, он привнёс в свои рисунки «бутафорские» элементы, предполагающие заведомую условность действия. Как отмечал Пётр Багров, иллюстрации Акимова «на экране грозили обернуться театральностью в дурном смысле этого слова», из-за чего Кошеверова пригласила в киногруппу сначала графика Александра Блэка, затем — художника кино Евгения Енея, чтобы они сделали эскизы Акимова более достоверными. Блэк, по всей видимости, так и не приступил к работе, потому что вскоре обнаружилось, что его строгий, аскетичный стиль мало соотносится с праздничностью иллюстраций Акимова. Еней отработал с Кошеверовой весь подготовительный период и покинул киногруппу непосредственно перед съёмками — в марте 1946 года; в титрах его фамилия не указана.
Поиски художника завершились с приходом на съёмочную площадку Исаака Махлиса, творческий дебют которого в кино состоялся ещё в 1917 году на фабрике Александра Ханжонкова. Согласно ленфильмовскому отчёту, Махлис «переработал все декорации применительно к требованиям кинематографа», сохранив при этом общую стилистику созданных эскизов. Некоторые из декораций («Дворцовая лестница», «Терраса королевского дворца») воспроизведены на экране в полном соответствии с замыслом Акимова; другие («Спальня мачехи и её дочерей») были существенно изменены.
Ещё одна часть декораций, построенных Махлисом по иллюстрациям Акимова, в итоге так и не получила экранного воплощения отчасти из-за очень сложных спецэффектов, отчасти из-за тогдашнего тяжёлого экономического положения «Ленфильма» (полуразрушенная студия в первые послевоенные годы испытывала недостаток материальных и человеческих ресурсов). Так, согласно смете, в список заказанного реквизита для декорации «Кухня» входили часовая кукушка, которая могла хлопать крыльями, чайник «с элементами мимики и артикуляции с 20-ю фазами», механизированная метёлка и другие макеты. Тыква, которая превращается в карету, была задумана поющей (во время превращения она должна была петь песенку: «Я тыква, я дородная, царица огородная»). Другой декорацией, от которой пришлось отказаться, была «Картинная галерея», для оформления которого требовались пятиметровые французские тюли, а также присутствие живого волка.

### Костюмы
Выход «Золушки» сопровождался слухами о том, что костюмы, которые носят актёры в кадре, были трофейными, которые привезли из Германии в рамках репарации. Спустя годы руководитель отдела спецпроектов видеокомпании «Крупный план» Анна Танкеева подтвердила, что это была не более чем легенда. Платья и головные уборы для персонажей были сшиты в мастерских «Ленфильма», а часть нарядов предоставили костюмерные цеха возвратившихся из эвакуации ленинградских театров. Некоторые аксессуары и украшения принадлежали участникам съёмочной группы, сохранившим фамильные ценности во время блокады. 
Костюмы, созданные для ленты, в дальнейшем активно использовались на съёмках других картин, производившихся на «Ленфильме», и со временем обветшали. К XXI веку почти все платья и камзолы из «Золушки» оказались утраченными. В музее студии сегодня хранятся только три сохранившихся  экспоната: табурет из королевского дворца, костюм Придворного (из-за небольшого размера он оказался маловостребованным) и Золушкина туфелька 32-го размера (сами туфельки были сделаны в количестве нескольких пар из органического стекла).

### Операторская работа
Операторская работа в «Золушке» вызывала нарекания как со стороны представителей Комитета по кинематографии, так и со стороны участников съёмочной группы. Первые претензии были предъявлены ещё на подготовительном этапе, когда худсовет кинокомитета рассматривал пробы Жеймо и Мазун — претенденток на главную роль. Режиссёр Михаил Ромм, к примеру, отмечал, что «оператор <…> мало помог обаянию Золушки — как одной, так и другой». Согласно объяснению художественного руководителя «Ленфильма» Сергея Васильева, низкое качество кинопроб было связано прежде всего с дефицитом хорошей плёнки: «Почти все первые куски сняты на бракованной советской плёнке, на отбросах. И только один кусок снят на импорте. И Жеймо сразу выглядит иной». Формально виновником неудачных проб считался главный оператор «Золушки» Евгений Шапиро; в то же время в киногруппе знали, что кадры с Жеймо и Мазун делал его учитель — один из основателей советской операторской школы Андрей Москвин. Шапиро, начав работать на кинопробах, заболел, и создатели ленты обратились за помощью к Москвину (мужу Кошеверовой), который, по легенде, провёл съёмку «намеренно плохо», чтобы не «перебить» работу своего ученика.
Евгений Шапиро, как отмечали исследователи, обладал «безупречным чувством стиля» и лёгкой ироничностью — эти качества проявились и на съёмках «Золушки». Готовясь к цветному варианту картины, оператор прошёл стажировку на съёмках соответствующих эпизодов в фильме «Иван Грозный», где оператором был Москвин. С переходом на чёрно-белое изображение задачи, стоявшие перед Шапиро, усложнились: ему нужно было добиться «кинематографизации» цветных эскизов Акимова за счёт «градации оттенков серого». Кроме того, Шапиро «дирижировал» всей операторской работой, соединяя в общую конструкцию реалистические и бутафорские кадры, в том числе комбинированные.
Главный оператор комбинированных съёмок Борис Горбачёв, приступая к работе над «Золушкой», представил творческому коллективу «Ленфильма» небольшой ролик, в котором продемонстрировал возможности технологии, именуемой аддитивным транспарантом. Эта методика позволяла с достаточно высокой точностью «впечатать в кадр с актёром любой ранее снятый фон». Издававшаяся на «Ленфильме» многотиражная газета «Кадр» откликнулась на выход презентационного ролика Горбачёва заметкой, описывающей особенности его изобретения:

На экране возникают кадры из фильма о параде физкультурников. И вдруг среди развевающихся флагов появляются сказочный принц и принцесса. <…> Вот они спускаются к воде… и быстрыми шагами идут по волнам. Эти кадры засняты методом аддитивного транспаранта. Автор изобретения — оператор нашей студии Б. Горбачёв. <…> По методу Б. Горбачёва будут засняты большинство трюков и превращений в фильме «Золушка». — Газета «Кадр», студия «Ленфильм»
Благодаря комбинированным съёмкам тыква в картине на глазах у зрителей превращается в карету, крыса перевоплощается в Кучера, а солдаты осуществляют полёт в семимильных сапогах. При этом трюковые сцены, заложенные в основу технологии Горбачёва, давались актёрам нелегко. Исполнительница роли Феи Варвара Мясникова впоследствии сопровождала воспоминания об аддитивном транспаранте словами «будь он неладен»: «Мы ходили по доске, и мальчик, который нёс мой шлейф, — Паж, он плакал, потому что он боялся этой доски. Внизу пропасть, а сзади какой-то фон светящийся». Сам Горбачёв на одном из заседаний ленфильмовского худсовета выразил недовольство в связи с разноплановой стилистикой ленты — по его словам, если комбинированные съёмки проводились в соответствии с акимовскими эскизами, то основной материал, снятый Евгением Шапиро, оказался далёк от изначального замысла. Как отмечал киновед Пётр Багров, публичный конфликт между операторами не состоялся, потому что Шапиро, несмотря на свою импульсивность, не стал реагировать на реплику коллеги: «Ссора вряд ли пошла бы на пользу картине».

### Музыка. Песни
- А ещё корону надел![3]
- Почему я все должна сама делать?! Работаю как лошадь! Бегаю, хлопочу, выпрашиваю, выспрашиваю, упрашиваю… очаровываю. Добываю и добиваюсь[3].
- Значит, ты говорил с королем и ничего у него не выпросил?!..[5]
- Как нехорошо обманывать старших![5]
- — Какое уродство! — Какая безвкусица![5]
- Крошки мои, за мной!..[5]
- Марьяна, не реви! Король — вдовец, я и тебя пристрою[5].
- Мальчик-то как разрезвился![42]
- Не ломается! Какая славная девушка[42].
- Ухожу! К чёрту, к дьяволу, в монастырь, живите сами, как знаете[2].
- Связи связями, но надо же в конце концов и совесть иметь[43].

«Золушка» задумывалась как музыкальная комедия, и при выборе композитора создатели фильма рассматривали несколько кандидатур. Среди них были Дмитрий Шостакович, с которым Кошеверова ранее сотрудничала в других картинах, и студент Ленинградской консерватории Олег Каравайчук. По воспоминаниям Каравайчука, он даже приступил к записи партитуры, однако в последний момент дирекция киностудии решила, что для столь ответственной работы девятнадцатилетнему юноше может не хватить опыта. По рекомендации Шостаковича в киногруппу был приглашён Антонио Спадавеккиа. До войны Антонио сочинял музыку к короткометражным лентам, но руководители «Ленфильма» о его композиторских возможностях почти ничего не знали, а потому предложили — в качестве своеобразного испытания — написать для киносказки небольшой музыкальный фрагмент. Неделя, данная на прохождение «тестового задания», была потрачена автором на размышления об основной идее «Золушки», а сам фрагмент — танец главной героини — сложился в композицию в последнюю ночь перед сдачей «экзамена» и записан на кухне. После утверждения худсоветом Спадавеккиа органично вошёл в творческий коллектив и оказался едва ли не единственным членом киногруппы, работа которого не вызывала нареканий со стороны коллег.
Шварц, вспоминая о работе над сценарием, рассказывал, что для киносказки он сочинил несколько стихотворений, «причём целые куски придумывались на ходу или утром, сквозь сон». Предполагалось, что музыкальные номера, интегрированные в сюжет, будут закреплены за многими персонажами, включая тыкву, мышей-коней и Кучера. Однако часть эпизодов, в том числе сцена с песней Мачехи, была исключена из картины. Фаина Раневская отреагировала на эту ситуацию весьма эмоционально:

Выбросить из «Золушки» мой лучший эпизод! После того как этот чёртов башмачок пришёлся по ноге Леночке Юнгер — она чудно Анну играла, — я зычно командовала капралу: «За мной!» И тут же запевала: «Эх ты, ворон, эх ты, ворон, пташечка!» <…> И под удивительный марш сочинения Спадавеккиа отправлялась во дворец. Где это всё? Можно подумать, что мне приходилось в кино часто петь.— Фаина Раневская
Точно так же не попала в готовую ленту песня Принца «Ах, папа, я в бою бывал», хотя в контексте кинодействия её отсутствие вызывало вопросы у зрителей. Речь шла о диалоге между Королём и Принцем: «Почему мне не доложили, что ты уже вырос? — Ах, папа, я же сегодня спел тебе об этом целую песенку». Эта песня, по задумке сценариста, должна была содержать строки: «Ах, папа, вырос я большой, / А ты и не заметил… / И вот стою я сам не свой: / Судьбу мою я встретил».
В общей сложности в картину вошли три песни Золушки («Дразнят Золушкой меня», «Добрый жук», «Я не знаю, что со мною») и одна — Принца («Вы как сон или виденье»). Янина Жеймо сама готова была выступить в качестве певицы; актриса считала, что отсутствие поставленного голоса не является помехой, поскольку песни в ленте должны звучать «уютно, по-домашнему». Тем не менее создатели фильма отдали её вокальные номера обладательнице колоратурного сопрано Любови Черниной. Во время записи высокий голос Черниной звучал «без оперной напыщенности или эстрадной лихости». Исполнитель роли Принца Алексей Консовский, в отличие от Жеймо, не претендовал на роль певца. Записанную им песню переозвучил Юрий Хочинский. В архиве Хочинского, ушедшего из жизни через год после выхода «Золушки», были найдены снимки, сделанные во время фотопроб; артист запечатлён на них в костюме Принца. Исследователям неизвестно, были ли эти пробы проведены на подготовительном этапе или же непосредственно во время записи песни. В стенограммах худсовета сведений о рассмотрении его кандидатуры на какую-либо роль не обнаружено.

### Сцена бала

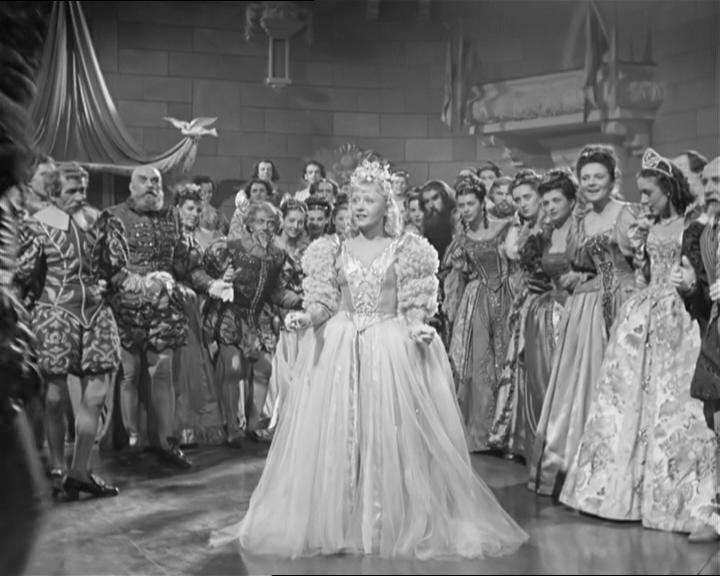
Золушка в сцене бала

Актёру Константину Адашевскому, не прошедшему пробы на роль Короля, создатели фильма предложили небольшую роль Герольда, которая не была прописана в сценарии и возникла в ходе многочисленных переделок картины. Герольд первым появляется на экране и фактически задаёт тон всей истории: «Всё готово к балу в королевском дворце!» По замечанию Петра Багрова, герой Адашевского, выступая в роли своеобразного конферансье, одеждой, повадками и лёгкостью манер напоминает персонажа итальянской комедии дель-арте.
Постановщиком танцевальных номеров в сцене королевского бала был мим и балетмейстер Александр Румнев. Он же сыграл в «Золушке» роль Маркиза Па-де-труа. Изначально создатели фильма планировали пригласить на роль пластичного Па-де-труа Александра Орлова или Николая Черкасова. Однако характерному артисту балета Орлову не хватило аристократизма, а Черкасов после съёмок в «Иване Грозном» стал отказываться от образов легкомысленных киногероев. Для Румнева, имевшего балетмейстерский опыт в театре и кино, работа в «Золушке» оказалась привычной. Одна из ключевых сцен, раскрывающих характер «стосковавшегося по танцам» Па-де-труа, происходит в картинной галерее — там герой Румнева исполняет длинный «танцевальный монолог». Впоследствии этот номер (как и весь эпизод в галерее) был исключён из фильма.
В танцевальных сценах на балу были задействованы юная выпускница Ленинградского хореографического училища Татьяна Пилецкая (позже сыгравшая главную роль в фильме «Разные судьбы») и балерина Кировского театра Нина Козловская. В «музыкальную команду», сопровождавшую Короля во время прогулок, входили штатные ленфильмовские артисты, в том числе Александр Мельников (до «Золушки» он появлялся на экране в основном в ролях революционных солдат и матросов). Вместе с главной героиней на балу пляшут старички-министры, роли которых сыграли артисты дореволюционной эстрады. Образ колоритного толстенького министра, которого Золушка приглашает на танец во время исполнения песни «Добрый жук», создал Михаил Ростовцев — «маленький по росту, но большой по таланту артист оперетты» (определение балетмейстера Фёдора Лопухова).
Балерина Ленинградского Малого оперного театра Мария Мазун, претендовавшая вместе с Жеймо на роль Золушки, сыграла Красную Шапочку. Однако эта героиня, как и ряд других сказочных персонажей, была впоследствии исключена из основного действия и на экране так и не появилась. Обилие танцевальных номеров с одновременным удалением из сценария эпизодов с участием Кота в сапогах, Храброго портняжки, Синей Бороды вызвало недоумение прессы. В одной из рецензий того времени указывалось, что «из героев сказок явился на бал только добрый волшебник, чувствующий себя неловко среди несказочных жителей сказочного королевства».

### Режиссёрская работа

Съёмочный процесс фильма. Гримёр В. П. Ульянов, Янина Жеймо, стоят — второй режиссёр И. М. Гиндин, звукооператор А. Н. Островский, рядом сидят Надежда Кошеверова и Михаил Шапиро, у камеры оператор А. Г. Сысоев и художник И. П. Махлис. Из-за камеры выглядывает помощник режиссёра Д. М. Вайнштейн

В титрах «Золушки» указаны фамилии двух постановщиков — Надежды Кошеверовой и Михаила Шапиро. Как пояснял киновед Александр Поздняков, ещё с 1920-х годов в советском кинематографе сложилась «традиция комсомольских бригад», когда в одном фильме работали два режиссёра или два оператора. Такой подход, с одной стороны, обеспечивал присущий эпохе коллективизм, с другой — служил своеобразной подстраховкой: «Если один режиссёр, малоизвестный, начнёт заваливаться, вытянет второй. А если всё завалится, ответственность будет поделена между двумя режиссёрами».
Надежда Кошеверова к началу работы над «Золушкой» не входила в когорту советских киноклассиков; при этом она имела репутацию представительницы «высшей ленфильмовской аристократии». Начав свою творческую биографию в качестве актрисы авангардных театров, Кошеверова восприняла дух и стиль времени, а потому сохранила самодостаточность и в личной жизни, и в работе. На её профессиональное становление, вероятно, повлияли и первый брак (с Николаем Акимовым), и второй (с Андреем Москвиным). Шварц характеризовал Кошеверову словами «славный парень, отличный товарищ». С Михаилом Шапиро Кошеверова в годы войны работала над фильмом-оперой «Черевички». Современники отзывались о Шапиро как о человеке «с абсолютным вкусом в искусстве», не имевшем в то же время никаких творческих амбиций. Шварц, рассказывая о работе Михаила Григорьевича на съёмочной площадке, писал, что в сложных постановочных ситуациях тот выглядел порой растерянным: «Эта путаница в мозгах иногда приводила меня в ярость». В подобных случаях ответственность за все решения брала на себя Кошеверова. По свидетельству киноведа Якова Бутовского, она — после коротких консультаций с Шапиро-оператором и Шапиро-режиссёром — доносила необходимую информацию до киногруппы, а в дальнейшем отстаивала свою позицию на заседаниях худсовета. «Если попытаться дать определение (приблизительное, конечно), то Кошеверова была настоящим режиссёром, а Шапиро — настоящим Художником».
Несмотря на то, что взаимоотношения двух режиссёров были вполне «доброкачественными» (Фаина Раневская в одном из писем, адресованных Кошеверовой, упоминала о «дискуссионном содружестве с Мишей Шапиро»), руководство киностудии испытывало определённые опасения по поводу творческих возможностей этого дуэта. Для устранения вероятных проблем к киногруппе был подключён шеф-редактор Фридрих Эрмлер. Ленфильмовская газета «Кадр» оценивала его работу так: «Большую помощь съёмочному коллективу оказал режиссёр Ф. Эрмлер, который взял на себя не только „духовное“ шефство над картиной, но и непосредственно включился в режиссуру и возглавил её работу». Заместитель директора фильма Иосиф Поляков даже настаивал на включении фамилии шеф-редактора в титры и выплаты ему части гонорара за постановку. Однако эта инициатива вызвала протест со стороны самого Эрмлера, откликнувшегося на заметку в «Кадре» репликой:

Утверждение о моей роли сопостановщика в работе над «Золушкой» сводит на нет все усилия коллектива и прежде всего режиссёров тт. Кошеверовой и Шапиро. Категорически протестую против попытки приписать мне авторство картины. Моя работа не выходила за пределы творческой помощи. — Фридрих Эрмлер

## Сдача фильма. Премьера
Основная работа над «Золушкой» завершилась к осени 1946 года, и 24 сентября картина была представлена худсовету «Ленфильма». Незадолго до просмотра в свет вышли постановления, усиливающие идеологический надзор за литературой и искусством: «О журналах „Звезда“ и „Ленинград“», «О репертуаре драматических театров» и «О кинофильме „Большая жизнь“». Выход этих директив вынуждал советские киностудии не только спешно пересматривать тематические планы, но и брать под особый контроль выпускаемые ленты. Под идеологические «жернова» попала и «Золушка». На худсовете было дано немало резких оценок как сценарию Шварца, так и всему фильму. К примеру, режиссёр Ян Фрид в своём выступлении указал, что в образе Золушки не обнаруживается «активной любви к труду»; героиня мечтает «о другой жизни, праздной и весёлой». Не впечатлили Фрида и другие персонажи: «Дегенеративен Гарин, который никак не вызывает симпатии, неприятен принц — рахитик с разжиженными мозгами». Претензии к содержанию киносказки высказал и организатор производства киностудии Игорь Черняк — по его словам, вместо заложенной Шварцем ироничности в ленте выпирает «вульгарность и грубость актёров».
Художественный руководитель «Ленфильма» Сергей Васильев, тепло отзывавшийся о сценарии «Золушки» в момент запуска фильма, во время обсуждения готовой картины изменил своё мнение: он счёл, что при переложении старой сказки Шварц допустил много «отсебятины». В результате члены худсовета приняли решение исключить из сценария наиболее острые фрагменты. По воспоминаниям драматурга, находившегося в ту пору на отдыхе в Сочи, к нему поступали телеграммы с киностудии («одна настойчивей и повелительней другой»), в которые содержались требования немедленно вернуться в Ленинград и приступить к переработке киносказки. На этом этапе произошёл конфликт между Шварцем и вторым режиссёром «Золушки» Михаилом Шапиро. По версии Шварца, он по возвращении на киностудию изменил в сценарии те эпизоды, которые не удались постановщикам ленты. Переработанный вариант был передан худсовету «Ленфильма» 22 октября 1946 года; изменённая версия устроила и Кошеверову, и редактора «Ленфильма». Шапиро же «повёл себя требовательнее редактора», утверждал впоследствии Шварц. Позже он озвучил претензии и к киностудии, заявив, что «митинги перед аппаратом недопустимы».
Отношение к «Золушке» изменилось в апреле 1947 года. Сначала картину посмотрел глава Комитета кинематографии Иван Большаков, затем — представители худсовета этого ведомства. Работа Кошеверовой, Шварца и других создателей фильма была в целом признана успешной, хотя вновь были озвучены претензии, связанные со стилевыми огрехами («наряду с условностью проскакивают совершенно реальные вещи»). Картину было предложено отправить на доработку. Однако все рекомендации по устранению недостатков были отменены буквально через день — после просмотра ленты в Кремле. Тогда же на студию пришла телеграмма о том, что «Золушка» является «победой „Ленфильма“ и всей советской кинематографии». Премьера картины состоялась 9 мая 1947 года в Ленинградском доме кино. 16 мая 1947 года фильм вышел на экраны страны, в течение года фильм посмотрели в СССР более 18 миллионов зрителей; по итогам проката он занял четвёртое место. 28 ноября 1947 года фильм показали в Финляндии, 23 декабря — в Австрии, 24 марта 1948 года — во Франции, 13 ноября 1949 года — в Швеции, а 24 марта 1951 года — в Японии. После премьеры в Ленинграде открылась выставка работ Николая Акимова, на которой были представлены эскизы к декорациям и костюмам «Золушки».

Дом кино устроил из «Золушки» в некотором роде праздник. В вестибюле — гипсовые фигуры выше человеческого роста. Какие-то манекены в средневековых одеждах. В фойе выставка костюмов на деревянных безголовых манекенах же. <…> На стенах фойе — карикатуры на всех участников фильма. На площадках — фото. Но праздничней всего публика, уже посмотревшая первый сеанс. Они хвалят картину, а главное — сценарий, так искренне, что я чувствую себя именинником, даже через обычную мою в подобных случаях ошеломлённость. <…> Начинается просмотр. Смотрю на этот раз с интересом. Реакции зала меня заражают. После конца — длительно и шумно аплодируют. Перерыв. Обсуждение. Хвалят и хвалят…— Из дневника Евгения Шварца

## Персонажи

### Золушка

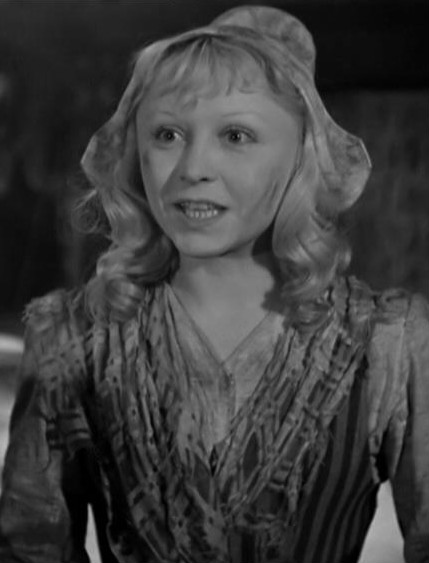
Янина Жеймо в роли Золушки

Одной из задач, стоявших перед создателями фильма, была необходимость скрыть реальный возраст Янины Жеймо. Каждая съёмочная смена с участием актрисы начиналась с того, что мастер портретного грима Василий Ульянов подолгу «лепил» её лицо, стремясь приблизить 37-летнюю Жеймо к облику шестнадцатилетней героини. Несмотря на кропотливую работу гримёра, вопрос о возрасте Золушки оставался актуальным на всех производственных этапах. Так, на одном из последних заседаний худсовета шеф-редактор картины Фридрих Эрмлер предъявил претензии операторам, которые отдельными кадрами «начисто убивали» героиню: «В этих крупных планах как будто нарочно сказано: дорогие граждане, мы вас всё время обманывали, а теперь посмотрите, сколько ей на самом деле лет». После дискуссии члены худсовета предложили создателям фильма не переснимать неудачные сцены, а перемонтировать ленту так, чтобы крупных планов с Жеймо осталось сравнительно немного.
Сама актриса во время работы над «Золушкой» прилагала немало усилий для того, чтобы внутренне сжиться со своей героиней: по воспоминаниям Жеймо, она искала варианты причёски (эскизы Акимова её не устраивали), предлагала более выгодные ракурсы перед камерой. Ещё на подготовительном этапе актриса тщательно поработала над сценарием, фактически переписав его для себя «со всеми психологическими подтекстами». Как признавалась Жеймо, для каждой сцены ей необходимы были глубинная мотивировка и аргументированное обоснование поступков героини, поэтому порой приходилось обращаться с вопросами к Шварцу. Один из её конфликтов с драматургом возник перед съёмками «проблемного» эпизода, в ходе которого Золушка покорно надевает туфельку на ногу сводной сестры Анны. Актрисе безропотность Золушки казалась нелогичной, однако Шварц, к которому она неоднократно обращалась с просьбами прояснить эту фабульную линию, отказывался от комментариев. В итоге сцена была снята с экспромтами: героиня согласилась выполнить требование Мачехи не сразу, а лишь после того, как та пригрозила выгнать из дома её отца; здесь сыграл свою роль и импровизаторский дар Раневской, которая с готовностью включилась в неожиданный сюжетный ход и «довела дефект до эффекта».
Однако далеко не все находки Жеймо сохранились в итоговой редакции картины. К примеру, актриса предложила, чтобы во время кухонного танца Золушки на звук её деревянных башмачков откликалось эхо; в другой сцене чёрная кошка, извлечённая героиней из корзины с бельём, должна была после мытья в корыте предстать перед зрителями абсолютно белой. Эти и другие кадры были удалены во время монтажа, и актриса впоследствии признавалась, что в целом работа в «Золушке» оставила в её душе «чувство чего-то недоделанного».

В дальнейшем, когда Золушка с помощью Феи превратится в принцессу, она претерпит преображение чисто внешнее, не имеющее отношения к самой её сути. И здесь совершенно лишними кажутся слова Феи о том, что-де Золушка и в бальном платье останется прежней — трудолюбивой и скромной. Это очевидно и без слов. Янина Жеймо не нуждается в том, чтобы её «играла свита». Она играет сама.— Валерия Горелова

### Мачеха

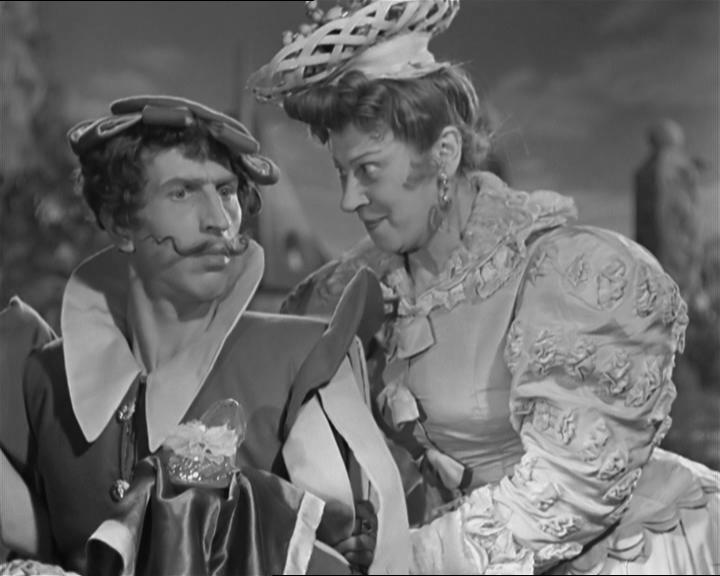
Капрал и Мачеха

Для Фаины Раневской работа над «Золушкой», особенно на начальном этапе, складывалась непросто. Речь шла не только о проблемах во взаимоотношениях со Шварцем, который непримиримо относился к попыткам актрисы произвольно менять текст реплик, заложенных в сценарии (этот вопрос был впоследствии урегулирован), но и о претензиях со стороны членов худсовета, считавших, что создаваемый Раневской образ Мачехи плохо соотносится с общей стилистикой картины. Так, режиссёр Григорий Козинцев отмечал в ходе промежуточных обсуждений, что актриса «играет безграмотно», не видит партнёров, а её реплики порой напоминают механическое «барабанное произношение». Это мнение разделял шеф-редактор картины Фридрих Эрмлер — по его словам, работа Раневской на съёмочной площадке «носит характер мимолётной пробы». Защитницей Раневской в таких ситуациях выступала Кошеверова, уверявшая коллег, что артистка, которой зачастую приходилось сниматься без репетиций, «прямо с поезда», как профессионал вполне осознаёт свои недочёты и со временем привыкнет к своеобразной эстетике «Золушки». По воспоминаниям Елены Юнгер, исполнявшей в фильме роль дочери Мачехи Анны, требовательная к себе Раневская тяжело переживала неудачи — в паузах между дублями она уклонялась от общения и, находясь в отдалении от коллег, пыталась настроить себя с помощью реплик: «Не получается… Не знаю, за что ухватиться».
Постепенно Раневская уловила ритм картины, нашла нужную интонацию и даже привнесла в ленту (после согласований с драматургом) такие текстовые экспромты, как «Я буду жаловаться Королю! Я буду жаловаться на Короля!» и «Крошки мои — за мной!». К числу находок, придуманных актрисой во время работы над ролью, относится сцена возле зеркала, когда Мачеха, прикладывая к голове павлиньи перья, произносит монолог о том, что она работает «как лошадь»: «Бегаю (прикладывает перо), хлопочу (перо), добываю и добиваюсь (перо), очаровываю (тощее павлинье перо)».
По словам публициста Глеба Скороходова, «сказочное свинство», о котором во дворце упоминает Мачеха, стало сутью её образа — зрители увидели в героине Раневской черты коллег-склочников или соседей-диктаторов, уверенность которых базируется на связях с сильными мира. В этом смысле показательна сцена, когда Мачеха и её дочери, стремясь войти в высший свет, тщательно фиксируют все знаки внимания со стороны сиятельных особ: «Запиши, мамочка, принц взглянул в мою сторону три раза». При этом, несмотря на явную «отрицательность» Мачехи (её хамство и чванливость воспроизведены актрисой с откровенной язвительностью, без полутонов), героиня Раневской не вызывает отторжения у зрителей. По версии Скороходова, оживление, с которым аудитория встречает героиню, связано с тем, что «демонстративное коварство Мачехи — не страшно, оно — смешно».
После съёмок Раневская вспоминала, что гонорар, выплаченный ей за работу в «Золушке», показался актрисе непривычно большим. Придя с полученной пачкой денег в Театр драмы, Фаина Георгиевна стала предлагать их коллегам, сопровождая раздачу купюр вопросами и предложениями: «Вам не нужно ли штаны купить? Вот, возьмите на штаны. <…> И как-то очень быстро раздала всё».

### Король

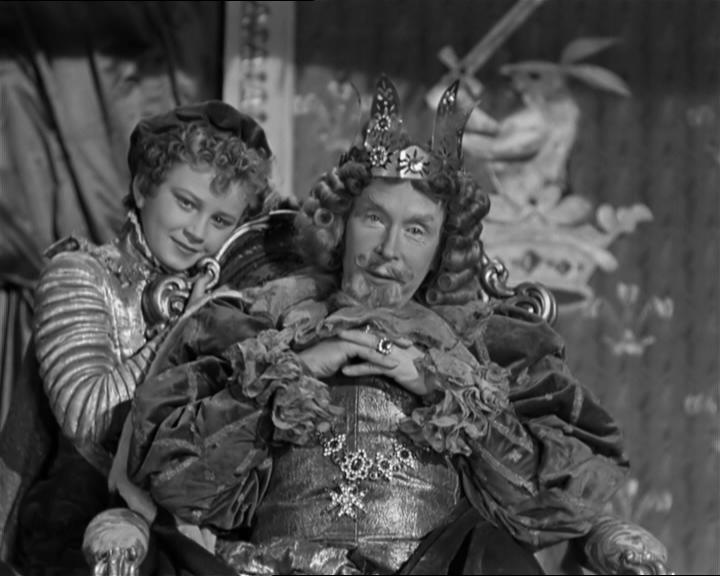
Паж и Король

В дневниках Шварца исполнитель роли Короля Эраст Гарин был представлен как «лёгкий, тощий, непородистый» человек, который не поддавался влияниям и не пытался выглядеть «жрецом искусства»: «Чем выше его вдохновение, тем ближе к земле его язык, а на вершинах изумления — кроет он матом без всякого удержу». Гарин попал в «Золушку» вопреки воле худсовета, и в процессе съёмок его игра настораживала коллег-кинематографистов. К примеру, режиссёр Леонид Трауберг после просмотра рабочих материалов утверждал, что персонаж Гарина мало напоминает главу сказочного королевства — правитель со странным лицом и нелепой причёской имеет, скорее, «чин умалишённого». Когда была отснята значительная часть картины, актёра вызвали для беседы к одному из руководителей «Ленфильма». Тот сообщил, что испытывает тревогу в связи с работой Гарина, и порекомендовал ему придумать новую трактовку образа Короля. В ответ артист предложил пригласить в киногруппу другого исполнителя.
К числу тех, кто защищал и поддерживал актёра, относились оператор комбинированных съёмок Борис Горбачёв и режиссёр Надежда Кошеверова — она, по утверждению исследователей, «разрешала Гарину всё». К примеру, однажды во время технической паузы Гарин забрался на декорации и начал читать стихи Маяковского. Кошеверова просила прекратить декламацию, потому что время, отведённое для съёмок, подходило к концу, но артист, обретя вдохновение, «читал столько, сколько хотел». По воспоминаниям Игоря Клименкова, игравшего Пажа, Гарин порой появлялся в павильоне «подшофе», и это не смущало окружающих. Янина Жеймо, в свою очередь, с благодарностью рассказывала, что Гарин проявлял необъяснимое для членов съёмочной группы упрямство: когда режиссёры, устанавливая кадр, просили его подходить к Золушке слева, артист вопреки их настояниям постоянно приближался к героине с правой стороны. Его «непослушание» объяснялось тем, что Жеймо в довоенных съёмках стремилась попасть в объектив камеры левым профилем (более выгодным ракурсом), и Гарин запомнил это желание партнёрши.
О необычном нраве Короля зрители узнают ещё до того, как герой Гарина впервые появляется на экране, — Герольд, приглашая жителей на бал, сообщает, что глава сказочного королевства проснулся в пять часов утра, вытер пыль на парадной лестнице, поругался с главным поваром и попытался отречься от престола. Затем возникает панорама королевства с петляющими дорожками, по которым бегают с инспекционными целями длинноногий Король и его запыхавшаяся свита. Сказочный монарх эмоционально реагирует на все события, происходящие в жизни его подданных, — так, узнав, что Лесничий страдает от деспотизма своей супруги, Король срывает с себя корону и грозит немедленно уйти в монастырь. Герой Гарина вспыльчив, по-детски обидчив, беззащитен, однако актёр, по словам киноведа Валерии Гореловой, соблюдает ту меру, «за которой эксцентрика переходит не в идиотизм, но в мудрость».
Именно Король произносит в финале картины короткий монолог, подводящий своеобразный итог сказочной истории: «Связи связями, но надо же и совесть иметь. <…> И никакие связи не помогут сделать ножку маленькой, душу — большой, а сердце — справедливым».

Он [Король] управляет ходом событий, неукоснительно ведя сказку к счастливой развязке. Он делает всё, чтобы Золушка и Принц полюбили друг друга, буквально толкая прекрасную незнакомку в объятия сына и по-отцовски давая понять: сынок, не упусти своё счастье.— Валерия Горелова

### Другие персонажи

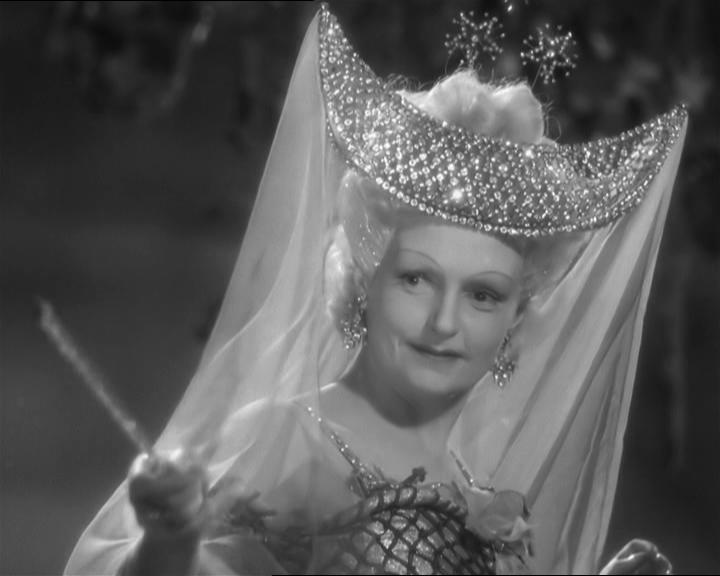
Варвара Мясникова в роли Феи

Изначально создатели фильма предполагали, что Фею могла бы сыграть Любовь Орлова. Однако при рассмотрении кандидатур на эту роль стало понятно, что победительный голливудский типаж Орловой, возможно, соотносится с потребностями времени, но не совпадает со стилистикой шварцевской киносказки. В итоге на роль Феи была приглашена обаятельно-резковатая Варвара Мясникова (Анка-пулемётчица из «Чапаева»). В ранней сценарной версии Фея предстаёт весьма раскованной героиней, умеющей в зависимости от эмоций стареть и молодеть на глазах у зрителей и «для разминки» превращающей Пажа в цветок, кролика и фонтан. В момент раздражения она вынимает из портсигара папиросу и, закуривая, произносит гневный монолог в адрес Мачехи и её дочек, которые «никого не любят, ничего не умеют, а ухитряются жить как настоящие феи». Некоторые из эпизодов, в которых проявляется безапелляционность и эксцентричность Феи, были отсняты, но удалены при монтаже; часть сцен создатели фильма исключили из киносказки без согласования с драматургом. Шварц, посмотрев готовую картину, не скрывал разочарования из-за того, что экранный образ Феи не совпал с его замыслом: «Дидактичность, дидактичность её подчёркнута, а фантастичности нет».
Исполнитель роли Принца Алексей Консовский, ещё до войны обретший репутацию актёра романтического плана, признавался, что при работе в «Золушке» основные трудности были связаны с необходимостью создать образ представителя королевской семьи (ранее артист играл в основном «неимущих» персонажей), который к тому же вдвое моложе его. Принц-Консовский вызывал недоверие у худсовета практически на всех производственных этапах. При рассмотрении кинопроб указывалось, что герою недостаёт импозантности; при сдаче фильма отмечалось, что герой Консовского выглядит «вялым дурачком „ни туда ни сюда“». Киноведы новых поколений, напротив, отмечали, что герой Консовского и не должен быть импозантным: согласно сценарию, он по-детски вертится на троне и запускает бумажных птичек в тех гостей, которые кажутся ему несимпатичными (Мачеха воспринимает озорство Принца как дополнительные знаки внимания по отношению к ней и дочкам). Киновед Валерия Горелова отмечала мягкость и «трепетную бережность» юного героя, впервые в жизни столкнувшегося с серьёзным чувством.
Василию Меркурьеву, воплотившему на экране образ Лесничего, досталась не самая эффектная роль. Его герой — слабохарактерный человек, которому недостаёт воли, чтобы защитить от деспотизма Мачехи родную дочь Золушку. Исследователи упоминают, что образ этого персонажа соотносится с характером и семейной ситуацией самого Шварца, который нередко чувствовал себя зависимым от воли жены — Екатерины Зильбер. В тех немногочисленных эпизодах, где участвовал Лесничий, от Меркурьева требовалось проявить лишь два качества — «такт и деликатность». Лишь однажды его герой решается на активное действие и приводит родную дочь во дворец, определяя тем самым судьбу Золушки.

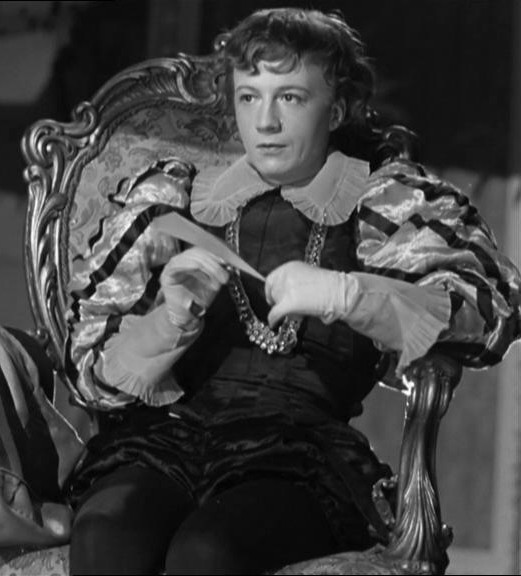
Алексей Консовский в роли Принца

Исполнитель роли Пажа Игорь Клименков не тяготел к актёрской профессии и на кинопробы пришёл по настоянию родителей, считавших, что работа в кино принесёт семье дополнительный доход. Несмотря на то, что двенадцатилетний подросток участвовал лишь в нескольких эпизодах, ему в общей сложности заплатили гонорар в сумме 3,5 тысячи рублей. По воспоминаниям Клименкова, артисты старшего возраста относились к нему с симпатией — Раневская, к примеру, кормила мальчика бутербродами. Клименков оказался едва ли не единственным из исполнителей, к которому ни пресса, ни члены худсовета не предъявляли претензий. Так, режиссёр Леонид Трауберг назвал работу юного артиста «высоким классом игры». По мнению Григория Козинцева, сцена ухода с бала Золушки, вновь превратившейся в замарашку, и утешающего её Пажа относится к числу лучших эпизодов картины. Историк литературы Николай Коварский, считавшийся одним из самых строгих критиков своего времени, отмечал, что игра Клименкова сопоставима по мастерству с работой Жеймо и Гарина.
По предположению исследователей, Елену Юнгер и Тамару Сезеневскую — исполнительниц ролей Анны и Марианны — рекомендовал пригласить в картину Евгений Шварц. По сценарию, сводные сёстры Золушки — злобные и нечуткие особы, и драматургу хотелось, чтобы их образы были созданы на контрасте: обаятельная внешность актрис шла бы вразрез с душевной пустотой персонажей. В киносказке Шварца эти героини существовали в кадре с приклеенными улыбками, которые сопровождали их в любых обстоятельствах, будь то жалобы или ругань. Мачеха объясняла застывшие движения мыщц на лицах Анны и Марианны фразой: «Бедные девочки без отдыха упражняются в очаровательных придворных улыбках…». В процессе работы сюжетная линия «с улыбками» выпала из кинодействия. В результате, как отмечал Пётр Багров, для дочерей Мачехи в картине почти не осталось материала: «У Юнгер всё-таки есть финальная сцена с туфелькой, а Сезеневской играть практически нечего…»

## Отзывы и рецензии
Свидетельством зрительского успеха фильма являются письма, сохранившиеся в архиве киностудии «Ленфильм». Значительная их часть была адресована Янине Жеймо. Исполнительнице главной роли задавали вопросы об актёрской профессии, сообщали о том, что картину посмотрели десятки раз; юноши отправляли актрисе свои фотографии и предлагали ей руку и сердце. Много писем было адресовано Алексею Консовскому, поклонницы которого даже грозились покончить с собой, если Принц не удостоит их ответом. Самые юные зрители обращались со словами признаний к Пажу — Игорю Клименкову. Авторы некоторых писем указывали на конвертах просто фамилию адресата: «Сценарию Шварцу».
Достаточно тепло откликнулась на выход фильма и пресса. Вскоре после премьеры в «Литературной газете» (номер от 24 мая 1947 года) вышла рецензия Евгения Рысса «В сказочной стране». Публицист отметил, что сценарий Шварца — это, по сути, «новая сказка, которой мы раньше не знали». «Золушка», по его мнению, несмотря на старинный антураж, — вполне современная история. Главная героиня не выглядит в картине жалкой или униженной — она весела, ловка, грациозна. Принц, которому в волшебной стране надлежит быть «существом бесплотным», в фильме предстаёт вполне земным юношей, трогательным и искренним в своём чувстве к Золушке. По словам Рысса, вышедшая на экраны лента — это «поэтическая сказка», в которой мечты хороших людей сбываются .
Немало внимания пресса уделила работе Эраста Гарина. Театральный критик Сергей Цимбал опубликовал в «Ленинградской правде» (номер от 17 мая 1947 года) статью, в которой отметил «живое обаяние наивности», присущее чудаковатому Королю в исполнении Гарина. По мнению Михаила Папавы — автора заметки, вышедшей в газете «Советское искусство» 23 мая, — Гарин, будучи актёром «острого эксцентрического рисунка», обладает необходимым тактом, а потому при создании образа главы сказочного королевства «не впадает ни в клоунаду, ни в шарж». «И Гарин, и Жеймо не позируют для сказки, а живут в ней», — указывал публицист. Не скрывая некоторого разочарования из-за того, что цветной замысел «Золушки» оказался нереализованным, Папава вместе с тем указывал, что, возможно, чёрно-белый вариант фильма «выше, чище и поэтичнее», нежели вышедший в советский прокат тремя годами ранее «аляповатый» «Багдадский вор».
Рецензент Н. Барсуков («Горьковская коммуна», 4 июня 1947 года) обратил внимание на то, что столь чудакового Короля искусство ещё не знало: вспыльчивый и добродушный герой Гарина готов из-за любой неурядицы отказаться от престола и «тут же взять свою отставку обратно».

Эраст Гарин играет Короля в своей эксцентрической, гротесковой манере. Его Король смешон, трогателен, суматошен, как марионетка ярмарочного балагана, и вместе с тем глубоко человечен.— Ростислав Юренев («Вечерняя Москва», 4 мая 1947 года)

## В контексте советской киносказки 1920—1940-х годов
Судьба «Золушки», снятой Кошеверовой и Шапиро, уникальна для своего времени. Во-первых, по замечанию исследователей, в советском кино у этой картины не было явных «предшественников»; во-вторых, фильм успел выйти на экран в тот короткий период, который в ряде работ именуется «послевоенной „оттепелью“». Если бы Комитет по кинематографии задержал выпуск ленты на несколько месяцев, она, скорее всего, надолго легла бы на полку. В первые десятилетия советской власти жанр сказок в системе идеологических ценностей страны считался бесполезным. Так, единственная киносказка «Морозко», поставленная в СССР в 1920-х годах, была весьма быстро снята с проката. Правда, сказочные сюжеты были в ту пору допустимы в мультипликации, однако выхода к массовому зрителю анимационные ленты практически не имели. Определённый прорыв состоялся в конце 1930-х — начале 1940-х годов, когда один за другим вышли три фильма режиссёра Александра Роу («По щучьему веленью», «Василиса Прекрасная», «Конёк-Горбунок»); эти картины, несмотря на заложенный в них патриотический посыл, были весьма сдержанно приняты чиновниками от кинематографа.
Длительное отсутствие в прокате детских сказок компенсировалось изображением «сказочной реальности» во взрослом кино. Лозунгом времени являлись строки из «Авиамарша» «Мы рождены, чтоб сказку сделать былью», которые воплощались на экране в идеологических мифах: в фильмах, показывающих торжество строя, демонстрировались урожайное изобилие в сёлах, налаженный быт в городах, радостный, созидательный труд. Вариациями историй о советской Золушке стали довоенные картины «Дом на Трубной» и «Светлый путь», героини которых — скромные трудолюбивые девушки — делают головокружительную карьеру: одна становится депутатом Моссовета, вторая получает орден Ленина в кремлёвском дворце. Фильм «Светлый путь» (в котором героиня произносит фразу: «Сказка с былью не сравнится, быль чудеснее») изначально именовался «Золушка» — название было заменено Сталиным непосредственно перед выходом ленты в прокат.
Фильм Кошеверовой и Шапиро оказался необычной для того времени сказкой, потому что в шварцевской «Золушке», по замечанию киноведа Елены Стишовой, «не было ни явной, ни скрытой идеологии». Картина шла на послевоенном экране наряду с трофейной «Индийской гробницей» и «безыдейными» лентами о Тарзане и оказала влияние на умонастроения кинематографистов следующих поколений. К примеру, режиссёр Алексей Герман рассказывал, что при поступлении во ЛГИТМиК он, отвечая на вопрос приёмной комиссии о любимом фильме, назвал знакомую с детских лет «Золушку».

## Реставрация и колоризация

Колоризированная сцена бала

Первая попытка реставрировать «Золушку» состоялась через двадцать лет после выхода киносказки — в 1967 году. Технические возможности того времени не позволили, однако, устранить все изъяны негатива и существенно улучшить качество звука. В 2009 году видеокомпания «Крупный план» вновь осуществила реставрацию исходной чёрно-белой версии 1947 года. Негатив подвергался предварительному замачиванию для восстановления эластичности, ультразвуковой очистке от пыли, глянцеванию и сканированию в высоком разрешении. Полученный результат с дополнительно проведённой компьютерной обработкой (покадровое удаление царапин, склеек, плёночного «зерна», химических пятен и грязи) и новым ремастерингом звука был передан на хранение в Госфильмофонд.
Для осуществления колоризации художником по костюмам Натальей Моневой на основе всех имеющихся данных о фильме создавались цветные эскизы костюмов персонажей, задавался состав и фактура тканей, расцветки украшений, фурнитуры и т. д. Основная работа по колоризации проходила в США на студии «Legend Films». Обработка 120 тысяч кадров заняла больше года, стоимость работ составила свыше 1 млн долларов. Премьера колоризированной версии состоялась 1 января 2010 года на Первом канале.
Отношение к раскрашенной версии в среде специалистов оказалось неоднозначным. Так, Татьяна Шапиро, дочь оператора фильма Евгения Шапиро, много лет проработавшая монтажёром на «Ленфильме», считала, что чёрно-белое кино — это выразительное искусство, которое при колоризации теряет свою эстетику: «Будет ландрин, карамелька». Киновед Евгений Марголит писал, что потери при раскрашивании «Золушки» были неизбежны — к ним относится, к примеру, утраченное «очарование серебристой, „дышащей“ гаммы чёрно-белого изображения». В то же время, по мнению писателя и сценариста Александра Хорта, «цветная „Золушка“ массового отторжения не вызвала». Актриса Татьяна Пилецкая, участвовавшая в бальных сценах фильма, тоже раскритиковала колоризацию, заявив, что цвета некоторых нарядов (в том числе и её собственного) не соответствуют реальным.

## Над фильмом работали

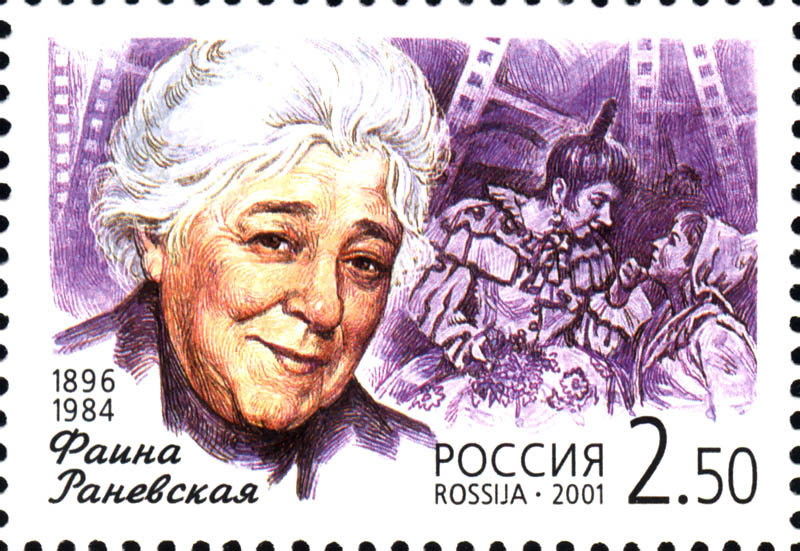
Почтовая марка 2001 г.
с Ф. Раневской

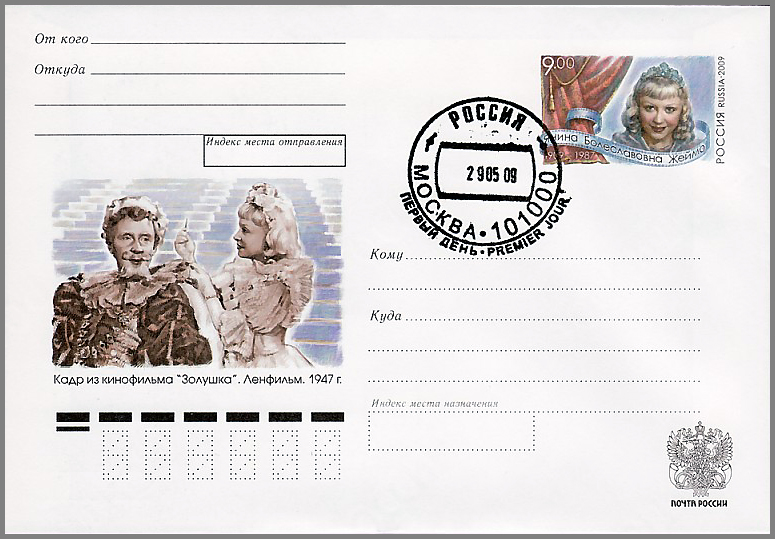
Почтовый конверт 2009 г.
с Я. Жеймо и Э. Гариным

### В ролях[комм. 6]
| Актёр                                  | Роль                                       |
| -------------------------------------- | ------------------------------------------ |
| Янина Жеймо                            | Золушка (вокал — Любовь Чернина)           |
| Алексей Консовский                     | Принц (вокал — Юрий Хочинский)             |
| Эраст Гарин                            | Король                                     |
| Фаина Раневская                        | Мачеха                                     |
| Елена Юнгер                            | Анна дочь Мачехи                           |
| Тамара Сезеневская                     | Марианна дочь Мачехи                       |
| Василий Меркурьев                      | Лесничий отец Золушки                      |
| Александр Румнев                       | маркиз Па-де-труа королевский балетмейстер |
| Варвара Мясникова                      | Фея                                        |
| Игорь Клименков                        | Паж ученик Феи                             |
| Сергей Филиппов                        | Капрал                                     |
| Константин Адашевский                  | Герольд                                    |
| Александр Виолинов                     | Старый лакей                               |
| Николай Мичурин                        | Добрый волшебник                           |
| Михаил Ростовцев                       | Министр («Добрый жук»)                     |
| Борис Кудряшов                         | кучер-крыса                                |
| Валентин Кисилёв, Анатолий Королькевич | привратники                                |
| Лев Степанов                           | дирижёр королевского оркестра              |
| Кирилл Гун                             | придворный                                 |
| А. И. Дель                             | старый министр на балу                     |
| Нина Козловская, Татьяна Пилецкая      | танцующие на балу                          |
| Яков Бутовский                         | лакей на балу                              |

Музыканты
- Фёдор Федоровский
- Георгий Куровский
- Алексей Алексеев
- Александр Мельников
- Николай Степанов
- Павел Первушин
- Николай Гаврилов

### Съёмочная группа[комм. 7]
| Сценарий                                | Евгений Шварц                         |
| Постановка                              | Надежда Кошеверова, Михаил Шапиро     |
| Главный оператор                        | Евгений Шапиро                        |
| Операторы                               | Алексей Сысоев, Музакир Шуруков       |
| Эскизы к декорациям и костюмам          | Николай Акимов                        |
| Главный художник                        | Исаак Махлис                          |
| Художники                               | Евгения Словцова, Николай Спичкин     |
| Композитор                              | Антонио Спадавеккиа                   |
| Звукооператор                           | Александр Островский                  |
| Режиссёры                               | Иосиф Гиндин, Антонина Кудрявцева     |
| Балетмейстер                            | Александр Румнев                      |
| Главный оператор комбинированных съёмок | Борис Горбачёв                        |
| Операторы комбинированных съёмок        | Виталий Чулков, Георгий Шуркин        |
| Художники комбинированных съёмок        | Михаил Кроткин, Арий Алексеев         |
| Художники по костюмам                   | Татьяна Левицкая, Е. Шибинская        |
| Художник-гримёр                         | Василий Ульянов                       |
| Монтаж                                  | Валентина Миронова                    |
| Директора картины                       | Иосиф Поляков, Владимир Беспрозванный |

## Комментарии
1. ↑  Технология создания цветного киноизображения тех лет не позволяла передавать приглушённые цвета или серые тона[26].
2. ↑  Промышленный выпуск цветной плёнки начался в СССР в 1947 году[28].
3. ↑  До «Золушки» метод аддитивного транспаранта использовался Борисом Горбачёвым в таких фильмах, как «Светлый путь» (полёт героини Любови Орловой на автомобиле) и «Жди меня»[39].
4. ↑  В качестве примеров Поздняков привёл кинематографические тандемы: Козинцев и Трауберг, Зархи и Хейфиц[53].
5. ↑  Термин «ландрин» возник в среде кинематографистов с лёгкой руки литературоведа Виктора Шкловского, который охарактеризовал первые цветные кадры, снятые в СССР, словами «взбесившийся ландрин». Шкловский имел в виду дореволюционную фабрику по производству леденцов «Ландрин»[26].
6. ↑  Фамилии актёров, снимавшихся в фильме, и названия ролей приведены по титрам фильма и монографии Петра Багрова «Золушка: жители сказочного королевства»[115].
7. ↑  Съёмочная группа приведена по титрам фильма.